# Шульце, Феликс
Фе́ликс Шу́льце (нем. Felix Schulze; род. 21 октября 1980, Гамбург) — немецкий кёрлингист.
В составе мужской сборной Германии участник зимних Олимпийских игр 2014 года, трёх чемпионатов мира, двух чемпионатов Европы. Чемпион Германии среди мужчин. В составе смешанной сборной Германии участник чемпионата мира 2023. В составе юниорской мужской сборной Германии участник двух чемпионатов мира.
В «классическом» кёрлинге (команда из четырёх человек одного пола) играл на позициях третьего и четвёртого.

## Достижения
- Квалификация на Олимпийские игры: золото в 2013 году в Фюссене (Германия)[4].
- Чемпионат Германии по кёрлингу среди мужчин: золото (2013, 2014), серебро (2015).

## Команды
| Сезон                                        | Четвёртый      | Третий           | Второй                | Первый          | Запасной                              | Турниры                                                  |
| -------------------------------------------- | -------------- | ---------------- | --------------------- | --------------- | ------------------------------------- | -------------------------------------------------------- |
| 1997—98                                      | Себастьян Шток | Sebastian Jacoby | Stephan Wiedemann     | Кристофер Барч  | Феликс Шульце                         | ЧМЮ 1998 (4 место)                                       |
| 2000—01                                      | Кристофер Барч | Феликс Шульце    | Петер Рикмерс         | Stefan Hofmann  | Ingmar Fritz тренер: Сабина Белькофер | ЧМЮ 2001 (8 место)                                       |
| 2005—06                                      | Кристофер Барч | Феликс Шульце    | Свен Гольдеман        | Петер Рикмерс   |                                       |                                                          |
| 2006—07                                      | Кристофер Барч | Феликс Шульце    | Свен Гольдеман        | Петер Рикмерс   |                                       |                                                          |
| 2006—07                                      | Кристофер Барч | Феликс Шульце    | Андреас Фельденкирхен | Свен Гольдеман  |                                       |                                                          |
| 2007—08                                      | Анди Капп      | Андреас Ланг     | Хольгер Хёне          | Андреас Кемпф   | Феликс Шульце тренер: Оливер Аксник   | ЧМ 2008 (8 место)                                        |
| 2009—10                                      | Феликс Шульце  | Кристофер Барч   | Свен Гольдеман        | Петер Рикмерс   |                                       |                                                          |
| 2010—11                                      | Феликс Шульце  | Кристофер Барч   | Свен Гольдеман        | Петер Рикмерс   |                                       |                                                          |
| 2011—12                                      | Феликс Шульце  | Кристофер Барч   | Свен Гольдеман        | Петер Рикмерс   |                                       |                                                          |
| 2011—12                                      | Феликс Шульце  | Джон Яр          | Кристофер Барч        | Свен Гольдеман  | Петер Рикмерс                         | ЧЕ 2011 (7 место)                                        |
| 2011—12                                      | Феликс Шульце  | Джон Яр          | Петер Рикмерс         | Свен Гольдеман  | Кристоф Даазе тренер: Мартин Байзер   | ЧМ 2012 (11 место)                                       |
| 2012—13                                      | Феликс Шульце  | Джон Яр          | Петер Рикмерс         | Свен Гольдеман  |                                       | ЧГМ 2013                                                 |
| 2013—14                                      | Феликс Шульце  | Джон Яр          | Кристофер Барч        | Свен Гольдеман  |                                       | ЧГМ 2014                                                 |
| 2013—14                                      | Феликс Шульце  | Джон Яр          | Кристофер Барч        | Свен Гольдеман  | Петер Рикмерс тренер: Мартин Байзер   | ЧЕ 2013 (11 место) ЗОИ 2014 (10 место) ЧМ 2014 (8 место) |
| 2014—15                                      | Феликс Шульце  | Кристофер Барч   | Петер Рикмерс         | Свен Гольдеман  |                                       | ЧГМ 2015                                                 |
| 2015—16                                      | Феликс Шульце  | Кристофер Барч   | Петер Рикмерс         | Свен Гольдеман  |                                       |                                                          |
| Кёрлинг для смешанных команд (mixed curling) |                |                  |                       |                 |                                       |                                                          |
| 2023—24                                      | Феликс Шульце  | Йозефине Оберман | Свен Гольдеман        | Constanze Ocker |                                       | ЧМСК 2023 (13 место)                                     |

(скипы выделены полужирным шрифтом)